# Luna E–1–5
A Luna E–1–5 jelzésű szovjet űrszonda, ami a Luna-program, a Hold-program részeként készült.

## Küldetés
Az 1955-ös kutatási program részeként Szergej Pavlovics Koroljov irányításával 1958-ra elkészültek az első űrszondák, illetve a hordozórakéta kifejlesztett típusa. Építette és üzemeltette az OKB–1 (oroszul: Особое конструкторское бюро №1, ОКБ-1).
Célkitűzés a Hold megközelítése volt, a kozmikus sugárzás, a napszél, a mikrometeoritok, az interplanetáris anyag és a Hold mágneses terének vizsgálata. Nátrium-felhő kibocsátását alkalmazták a vizuális megfigyelés elősegítése érdekében.

## Jellemzői
1959. június 18-án a Bajkonuri űrrepülőtér indítóállomásról egy R–7 Szemjorka típusú interkontinentális rakétából továbbfejlesztett, Vosztok–2 típusú hordozórakétával indították.  Az űrszonda tömege 362 kilogramm volt. 

## Küldetés
A küldetés közvetlen célja az lett volna, hogy a Hold mellett elrepülve, a Hold felszínéről közeli fényképfelvételeket készítsen. Az elkészült felvételeket, mérési adatokat elektronikus úton továbbították volna az irányító központba.
Az indítás totális kudarc volt, mivel az indítóállványt elhagyva, 153 másodperc után a hordozóeszköz felrobbant.

## Külső hivatkozások
- Luna E-1-5. zarya.info. [2022. július 1-i dátummal az eredetiből archiválva]. (Hozzáférés: 2012. november 18.)
- Luna E-1-5. skyrocket.de. (Hozzáférés: 2013. január 12.)

| Elődje: Luna–1 | Luna-program 1958–1960 | Utódja: Luna–2 (Luna E–1–6) |